# Leo Michelson

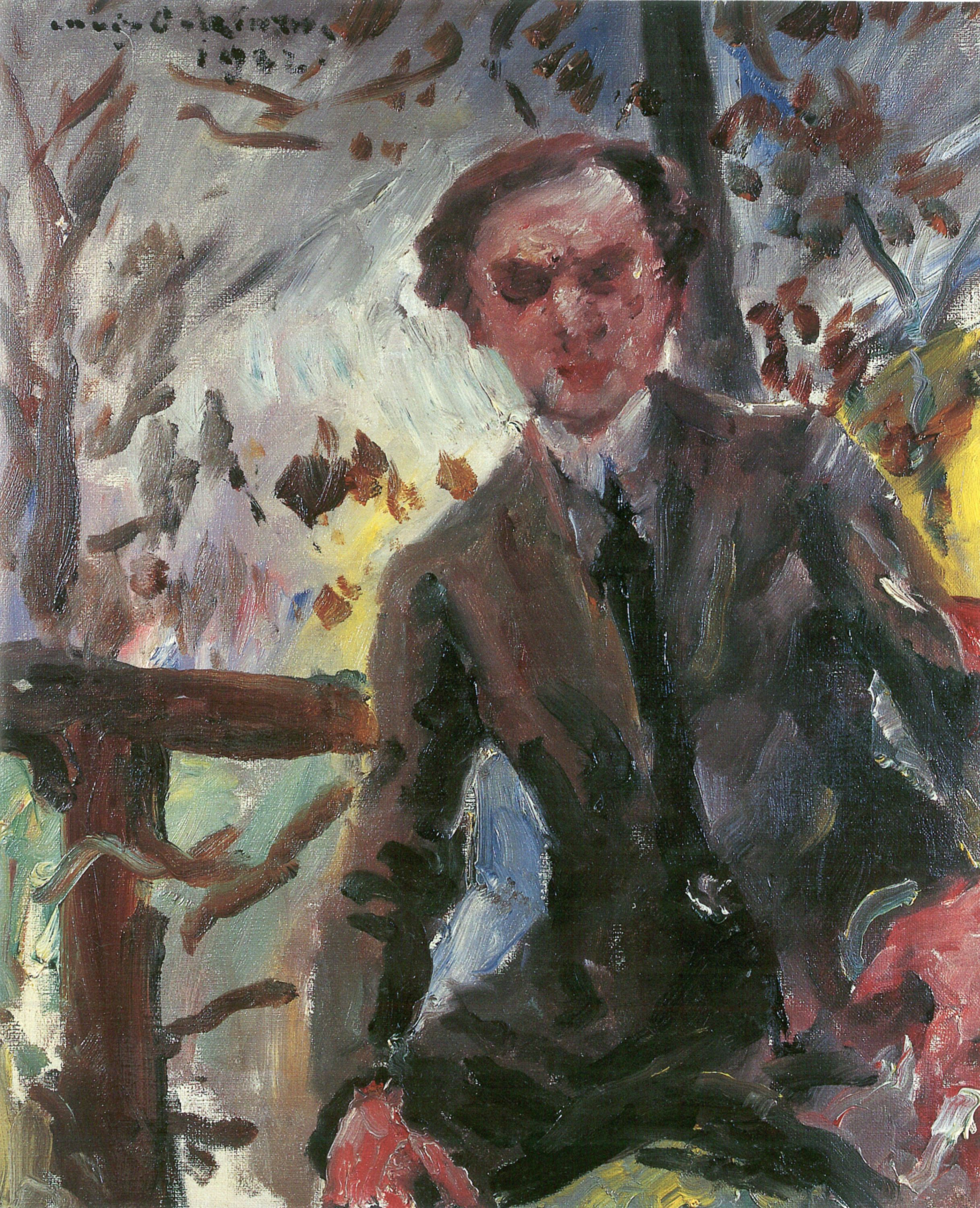
Lovis Corinth: Porträt des Malers Leo Michelson, 1922

Leo Michelson (lettisch Leo Mihelsons; * 12. Mai 1887 in Riga; † 1978 in New York, N.Y.) war ein lettisch-US-amerikanischer Maler, der zur École de Paris gezählt wird, obwohl seine Werke viele Perioden und Stilrichtungen überspannen. 

## Leben
Michelson besuchte die Akademie der Künste in Sankt Petersburg. Er befreundete sich 1911 in Berlin  mit Lovis Corinth, der ihn auch porträtierte. Leo Michelson begleitete Lovis Corinth auf dessen Wunsch auf seiner Kunstreise 1925 nach Amsterdam zu Rembrandt, Frans Hals und anderen von Corinth hochverehrten Malern. Auf dieser Reise erkrankte Lovis Corinth schwer und verstarb dann am 17. Juli 1925 in einem Hotel in Zandvoort, Holland.  
Die Russische Revolution von 1917 zwang Michelson Russland zu verlassen. Er ging nach München und Berlin, wo er an den Anfängen des deutschen Expressionismus teilhatte. Ab 1920 lebte Michelson in Paris und hatte sich bereits international mit seinen Gemälden, Drucken und Skulpturen einen Namen gemacht. Als bekanntes Mitglied der Pariser Schule wurden seine Werke an Ausstellungen in ganz Westeuropa, der Sowjetunion und den USA gezeigt. Nachdem Paris 1940 an das nationalsozialistische Deutschland gefallen war, ging Michelson nach New York und wurde 1945 amerikanischer Staatsbürger.
Michelson wird als „ewiger Emigrant, ewiger Student“ beschrieben, weil er immer experimentierte und sich in neuen Stilrichtungen versuchte. Michelson trug tatsächlich Farbstifte mit sich, um überall zeichnen zu können. Sein Freund Marc Chagall sagte, er kenne niemanden, der besser mit Farben umgehen könne. Kunstgeschichtler haben Michelson sowohl mit Chagall wie auch mit Pablo Picasso verglichen; er selbst gab jedoch an, dass hauptsächlich Tizian ihn inspiriert habe. Michelson fertigte über 1.000 Gemälde an, die meisten davon befinden sich seit 1985 im Michelson Museum of Art in Marshall (Texas).
Er ist der Bruder der Schriftstellerin Clara Michelson.